# Kim Wayans
Kim Wayans (ur. 16 października 1961 w Nowym Jorku) – amerykańska aktorka i komediantka, dwukrotnie nominowana do nagrody BET Comedy Award.
Siostra aktorów – Shawna, Marlona i Damona Waynansów – oraz reżysera Keenena Ivory'ego Wayansa. Znana z drugoplanowego występu jako Latisha Jansen w komedii Juwanna Mann (2002).